# Илија Белошевић
Илија Белошевић (рођен 13. априла 1972. у Београду) је српски кошаркашки судија. Кошаркашки судија је од 1987. године, док међународне утакмице суди од 1997. године. Његов отац је Обрад Белошевић који је такође био кошаркашки судија.
Председник је Удружења српских кошаркашких судија

## Судијска каријера
Неке од најзначајнијих утакмица у каријери на којима је судио су:
Олимпијске игре
На Олимпијским играма у Лондону 2012. године је судио полуфиналне утакмице у мушкој (Русија - Шпанија) и женској конкуренцији (САД - Аустралија). На Олимпијским играма у Пекингу 2008. године је судио полуфиналну утакмицу у мушкој конкуренцији (САД - Аргентина) и четвртфиналну утакмицу у женској конкуренцији (Русија - Шпанија).
Светска првенства
На Светском првенству у кошарци 2010. године је судио утакмицу осмине финала.
Европска првенства
На Европском првенству у кошарци 2009. године је судио полуфинални меч, као и на првенству 2011. године. На Европском првенству у кошарци 2007. године је судио четвртфинални меч.
Евролига
7 пута на фајнал фор такмичењу Евролиге, од тога 5 пута на финалном мечу (2003/04, 2005/06, 2006/07, 2012/13, 2023/24).
Јадранска лига
Судио је финале Јадранске лиге: у сезони 2011/12. и 2012/13.